# Kamov Ka-50
Kamov Ka-50 (rusko Ка-50, Natovo kodno ime Hokum) ter rusko Črni morski pes, je sodoben enosedi ruski jurišni helikopter z dvema glavnima rotorjema, ki se vrtita v nasprotnih smereh, zato ni potreben repni rotor. Ta visoko zmogljivi enosedežni helikopter (dvosedežna različica je Kamov Ka-52 (Hokum B)) je nastal v tovarni Napredek Sazikin. Helikopter je skonstruiral biro OKB Kamov, pod vodstvom glavnega konstruktorja Mihejeva. Prvi prototip so imenovali Werewolf (Volkodlak), uradno ime Kamova pa je Črni morski pes.
Oborožene sile Ruske federacije so začele uporabljati helikopter leta 1995. Po razdružitvi Sovjetske zveze so se vojaški stroški znatno zmanjšali, tako da Ka-50 niso začeli masovno proizvajati, in so izdelali le malo število teh zrakoplovov, čeprav je dejansko pri vseh preskusih premagal konkurenta Mil Mi-28. Razvojni čas Ka-50 je bil rekorden, ker je biro Kamov prerazporedil razvojne inženirje. Na koncu so za podporni helikopter posebnih enot izbrali Ka-50 in njegove izpeljanke, Mi-28 pa je postal glavni bojni stroj vojske. Proizvodnjo Ka-50 so začeli leta 2006, po nekaterih podatkih pa naj bi namesto tega helikopterja začeli proizvajati dvosedežno verzijo Ka-52.
Ka-50 je edini enosedi jurišni helikopter na svetu, kot tudi prvi jurišni helikopter s soosnima vrtljivima kriloma in prvi jurišni helikopter s katapultnim sedežem pri višini in hitrosti 0. 

## Opis
Ka-50 je oblikovan kot majhen, hiter in okreten helikopter. Z njegovo obliko so želeli povečati možnost preživetja in smrtonosnost. Zasnova glavnega rotorja omogoča, da se oba rotorja lahko vrtita z nižjo hitrostjo, kot bi jo potreboval en sam rotor, kar v končni fazi omogoča višjo maksimalno hitrost. Ravno tako ta zasnova omogoča eliminacijo repnega rotorja, ki je pri klasičnih helikopterjih zaradi možne odpovedi prenosa dostikrat šibka točka. Po zagotovilih proizvajalca rotorja zdržita več zadetkov 23 mm protiletalskih topov. 
Oborožitev helikopterja sestoji iz 30-mm topa Šipunov 2A42 z magazinoma oklepno-prebojnih in eksplozivnih granat, poleg tega pa ima helikopter še  4 obese za namestitev različnih orožij.
Zaradi najmanjše možne mase in velikosti, in s tem največje hitrosti in okretnosti, helikopter upravlja le en pilot, kar je med takšnimi zrakoplovi edinstveno (v ostalih podobnih helikopterjih posadko sestavljata pilot in strelec).